# Часовая башня (Фейсалабад)
Фейсалабадская Часовая башня (англ. Faisalabad Clock Tower) — одно из немногих исторических сооружений, сохранившихся в исходном состоянии с британского периода правления. Является главным символом Фейсалабада. 

## История
Башня была заложена 14 ноября 1903 года британским лейтенант-губернатором сэром Чарльзом Монтгомери Ривазом в центре Лайяллпура (ныне Фейсалабад). Расположена на месте колодца в центре старой части города. Построена из камней привезенных из каменоломен Сангла-Хилл, находящихся в 50 километрах от Фейсалабада. Часовой механизм привезен из Мумбаи. Была построена за 2 года, затраты на строительство составили 40 000 рупий.
Планировка площади, на которой расположена башня, выполнена в виде британского флага, от башни лучами расходятся восемь улиц, в непосредственной близости от башни располагаются 8 рынков.
Часовой механизм башни сохранился в хорошем состоянии, однако внутренняя отделка башни нуждается в реставрации.
3 августа 2014 года представитель Фейсалабадской окружной администрации Нурул Амин Менгал объявил, что башня будет отреставрирована. На реставрацию исторического наследия Фейсалабада выделено более 30 млн рупий и башня стоит в начале списка.